# Dicranota (Eudicranota) simplex
Dicranota (Eudicranota) simplex is een tweevleugelige uit de familie Pediciidae. De soort komt voor in het Palearctisch gebied.